# Isidella trichotoma
Isidella trichotoma is een zachte koraalsoort uit de familie Isididae. De koraalsoort komt uit het geslacht Isidella. Isidella trichotoma werd in 1990 voor het eerst wetenschappelijk beschreven door Bayer. 